# Браїлівка (Олександрійський район)
Браї́лівка — село в Україні, в Онуфріївській селищній громаді Олександрійського району Кіровоградської області. Населення становить 76 осіб. 

## Історія
Село Браїлівка утворилося у 1760-х роках. Засновником був крігсцалмейстер у місті Кременчук в 1767-1768 роках підполковник Яків Дмитрович Браїлов, або полковник Василь Лупул-Звєрєв, який у 1774 році був власником Браїлівки. Назва села походить від прізвища засновника підполковника Браїлова або від м. Браїла в Молдові, поскільки Лупул-Звєрєв був вихідцем з тих країв, ймовірно міг дати поселенню таку назву.
Станом на 1886 рік у селі, центрі Браїлівської волості Олександрійського повіту Херсонської губернії, мешкало 1229 осіб, налічувалось 215 дворових господарств, існували Свято-Духівська православна церква, церковно-приходська школа, відкрита у 1862 році, винокуренний завод, винний склад, 2 лавки. За 5 верст — залізнична станція.

## Населення
Згідно з переписом УРСР 1989 року чисельність наявного населення села становила 366 осіб, з яких 152 чоловіки та 214 жінок.
За переписом населення України 2001 року в селі мешкало 279 осіб.

### Мова
Розподіл населення за рідною мовою за даними перепису 2001 року:
| Мова       | Чисельність | Відсоток |
| ---------- | ----------- | -------- |
| українська | 265         | 94,98%   |
| російська  | 14          | 5,02%    |
| Усього     | 279         | 100%     |

## Пам'ятки
- Троїцька церква
- Братські могила радянських воїнів
- Могила воїна-афганця В. І. Тесленка

## Галерея

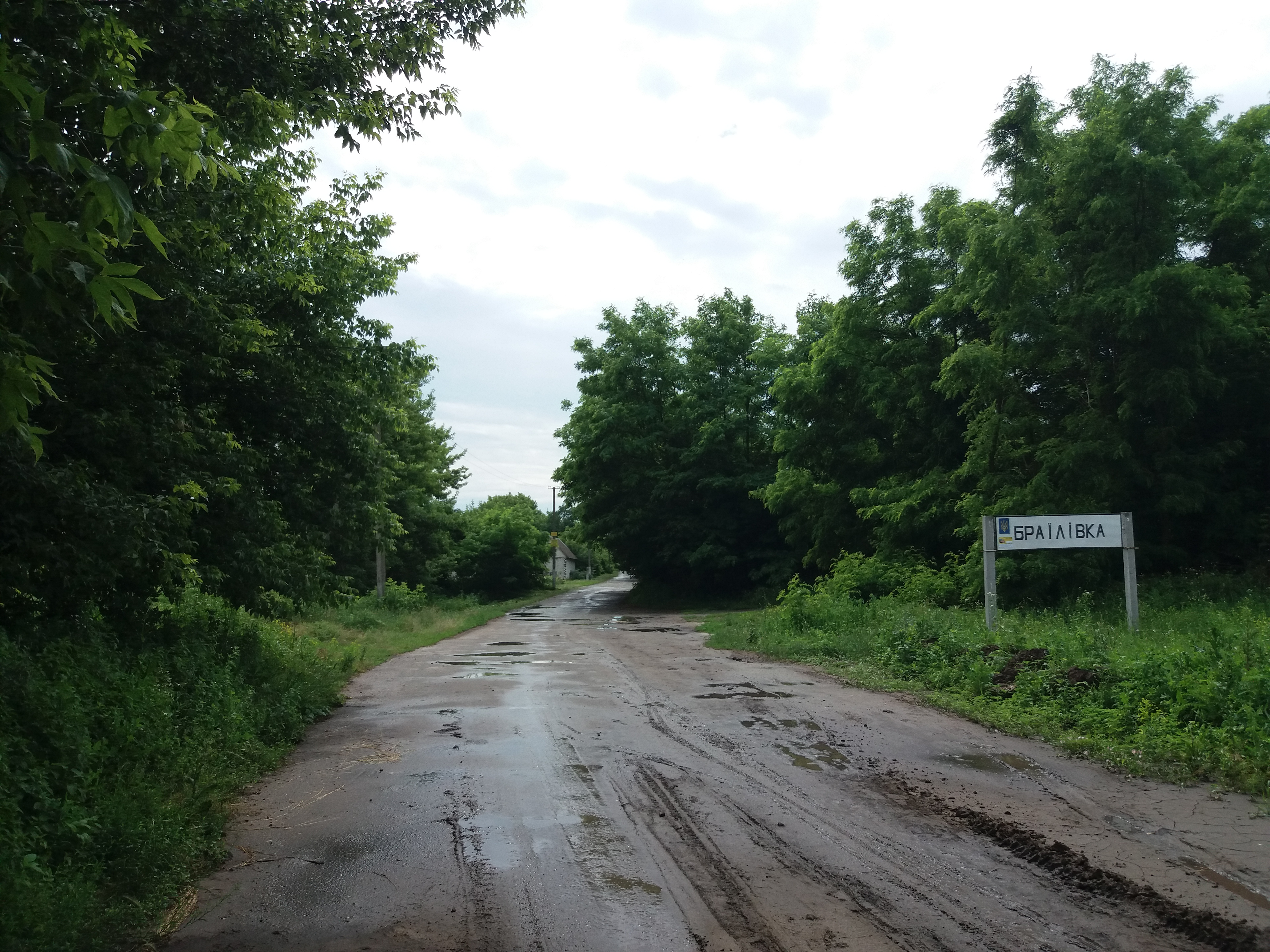
В’їзд у село з боку Павлівки
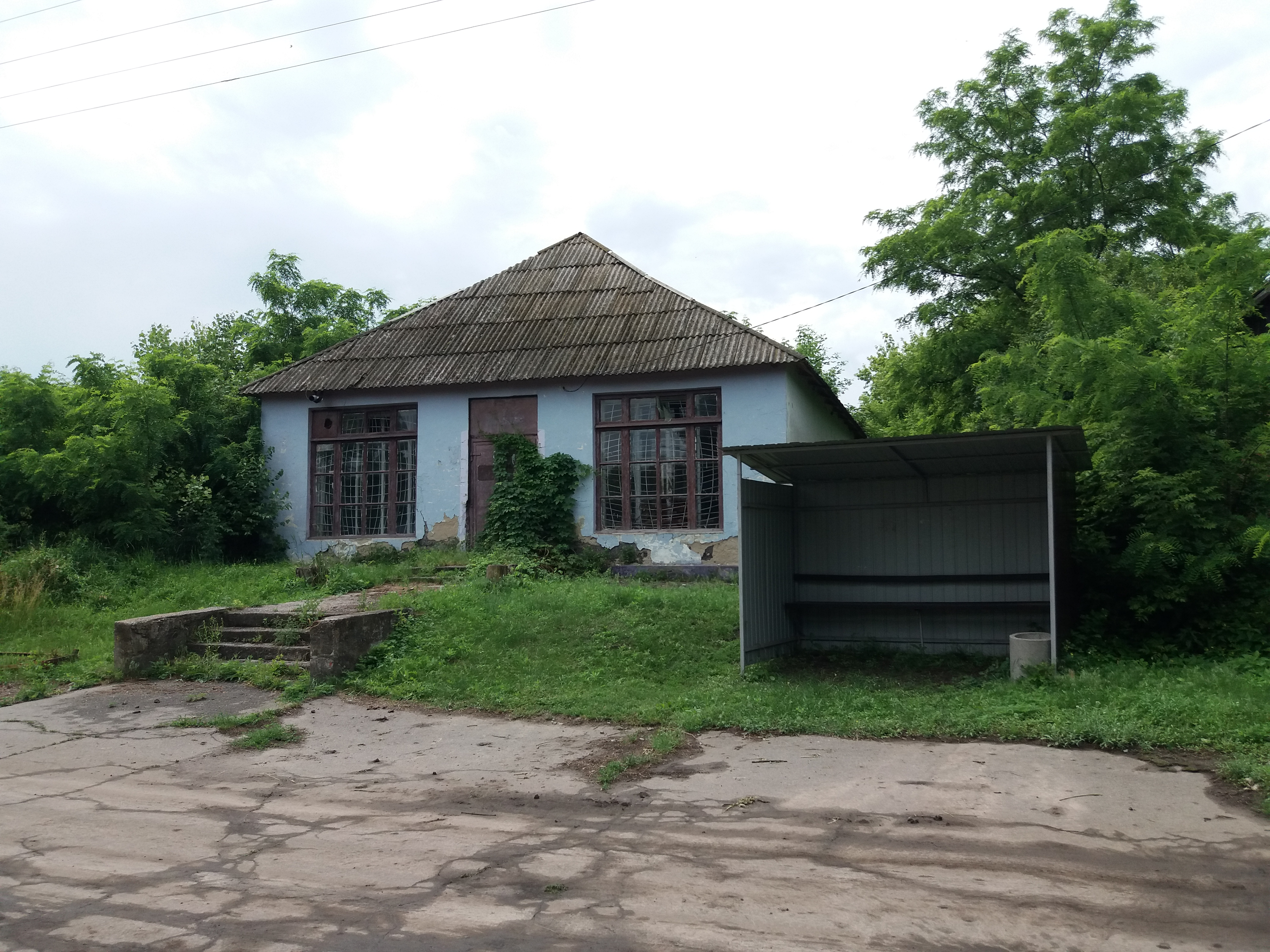
Автобусна зупинка та будівля магазину
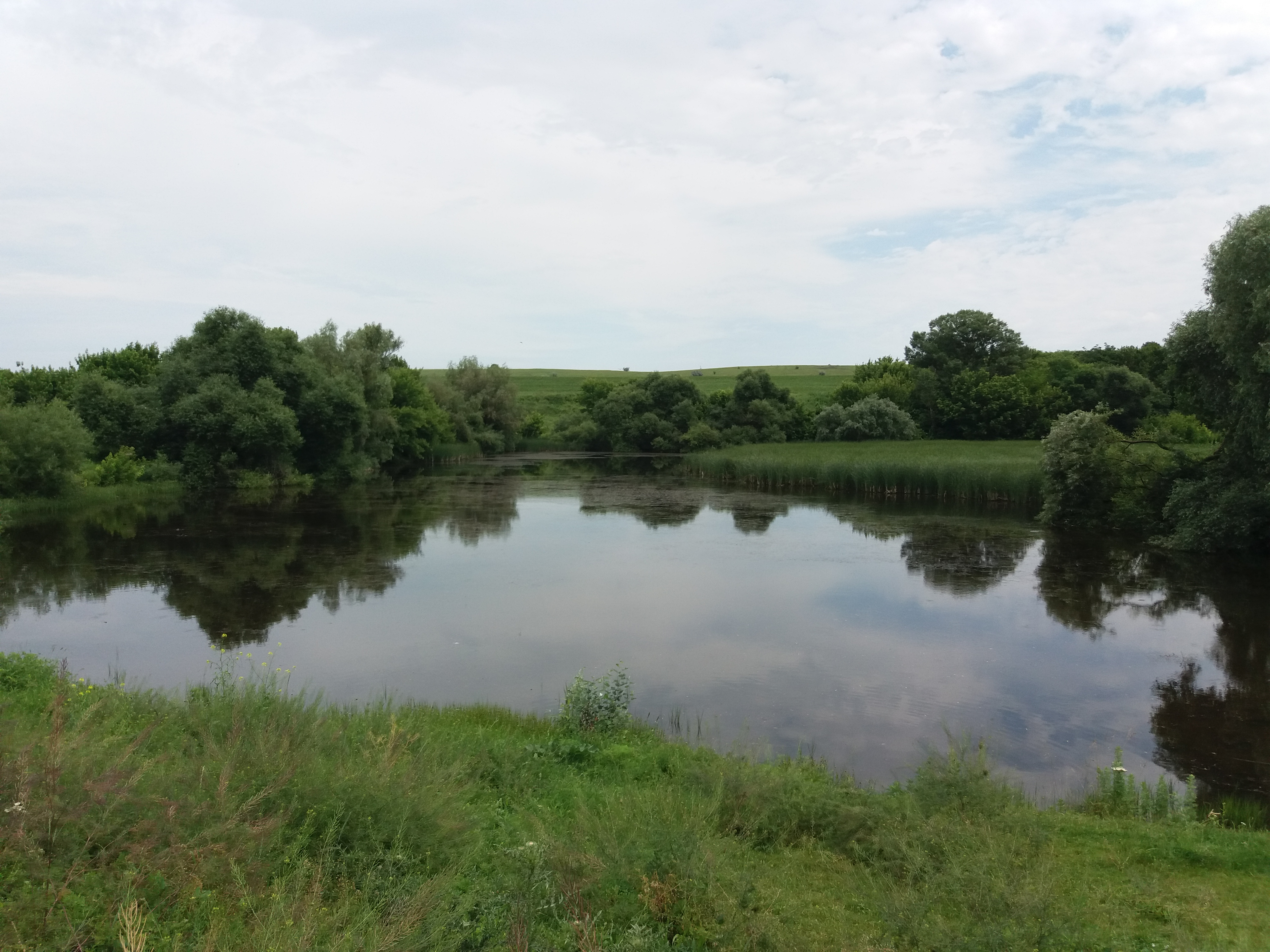
Ставок
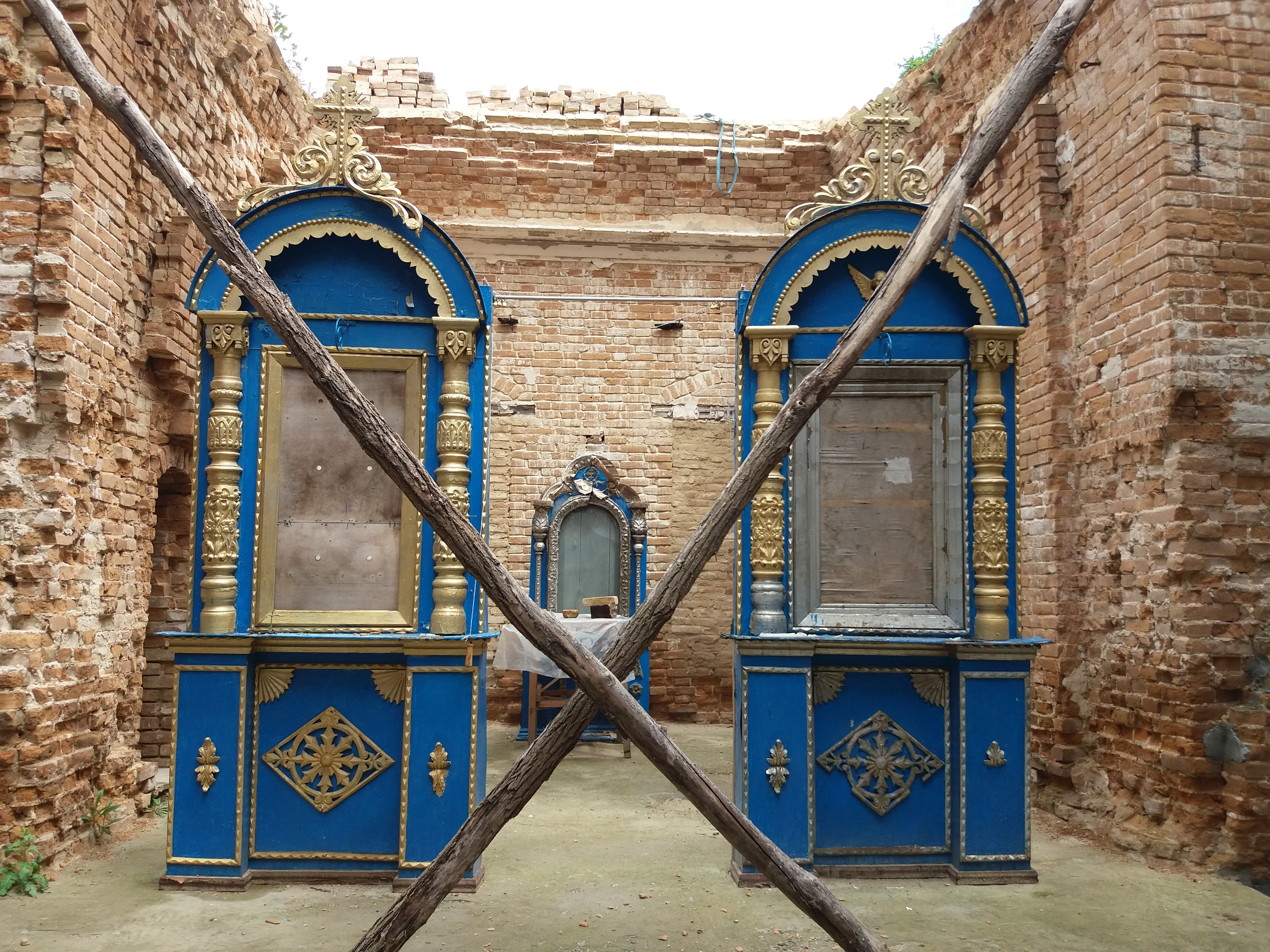
Інтер’єр Троїцької церкви в процесі реконструкції
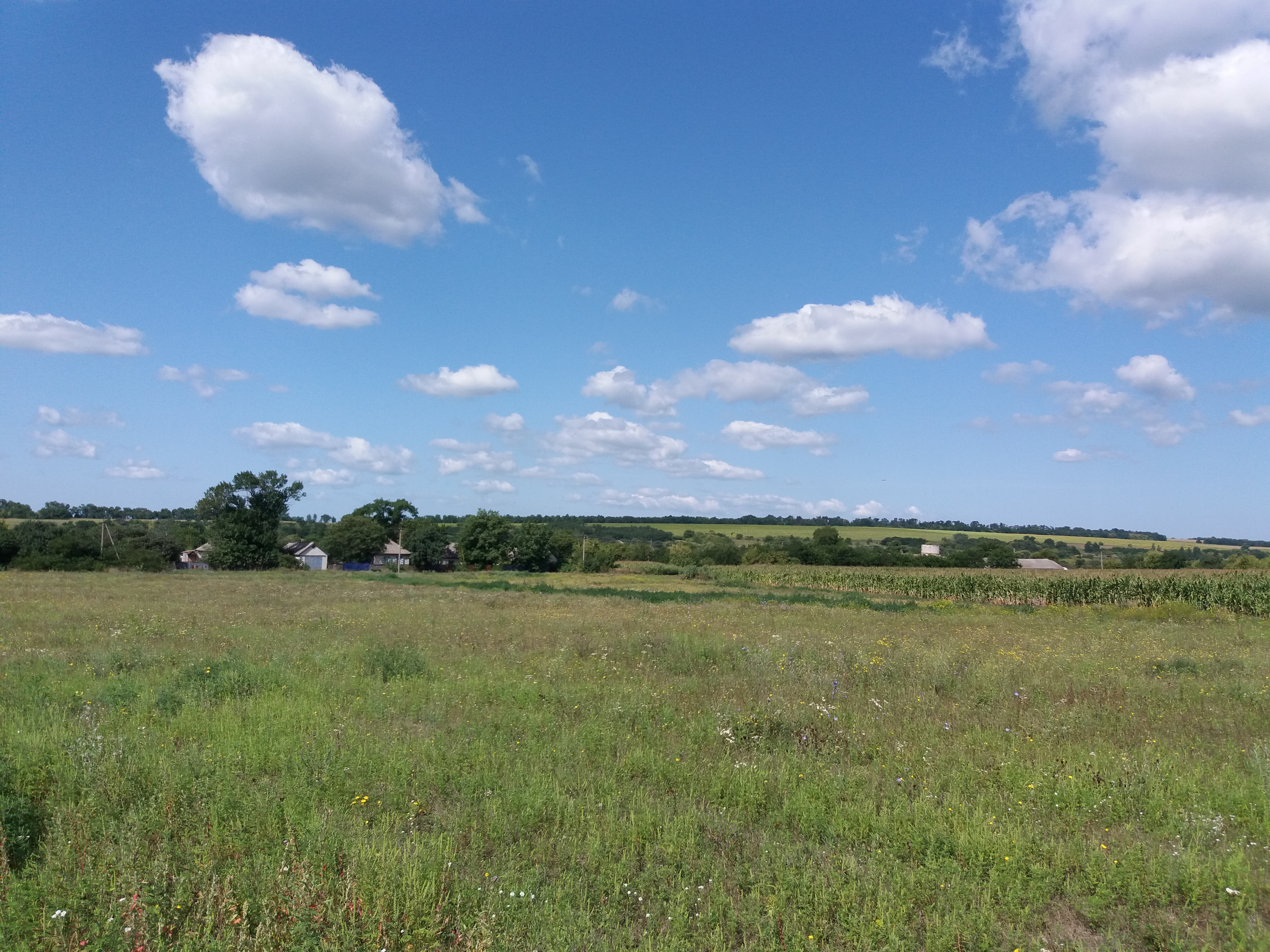
Околиці села